# Pure Prairie League
 (juin 2017).
Si vous disposez d'ouvrages ou d'articles de référence ou si vous connaissez des sites web de qualité traitant du thème abordé ici, merci de compléter l'article en donnant les références utiles à sa vérifiabilité et en les liant à la section « Notes et références ».
Pure Prairie League est un groupe américain de country rock. Il est créé entre 1964 et 1969 à  Waverly, dans l'Ohio, par Craig Fuller, Tom McGrail, Jim Caughlan. 
Le nom du groupe est choisi par Tom McGrail. Le groupe a une longue carrière du début des années 1970 au début des années 1980 et, après une séparation en 1988, s'est reconstitué dans le milieu des années 2000.

## Histoire
Bien que le groupe ait ses racines à Waverly, il a été formé réellement à Columbus, Ohio. Il a connu son premier succès à Cincinnati. Bien que Craig Fuller, Tom McGrail, Jim Caughlan jouaient ensemble depuis le lycée, le premier enregistrement de Pure Prairie League était une composition de George Ed Powell Down to Pieces avec George Ed Powell (guitare acoustique et vocal), Craig Fuller (lead guitare  et chant), Tom McGrail (batterie), Kenny May (guitare basse) et David Workman (steel guitar). John Call a rejoint plus tard le groupe permettant d'améliorer le versant country musique. Ses  duels de guitare avec Craig Fuller ont amélioré considérablement le versant rock. Jim Caughlan, qui avait joué de la batterie et la guitare avec Craig Fuller, John Call et McGrail dans les enregistrements, remplace Tom McGrail lors de son départ juste avant leur premier album. Jim Lanham remplace Phil Stokes qui est parti en même temps.

## Discographie

### Albums studio
- 1972 : Pure Prairie League
- 1972 : Bustin' Out
- 1975 : Two Lane Highway
- 1976 : If the Shoe Fits
- 1976 : Dance
- 1978 : Just Fly
- 1979 : Can't Hold Back
- 1980 : Firin' Up
- 1981 : Something in the Night
- 2005 : All in Good Time

### Live
- 1977 : Live! Takin' the Stage

### Compilations
- 1987 : Mementos 1971-1987
- 1992 : Amie & Other Hits
- 1995 : Best of Pure Prairie League
- 1998 : Amie - the Encore Collection
- 1998 : Anthology
- 1999 : Greatest Hits